# 22. век
22. век почеће 1. јануара 2101. и завршиће се 31. децембра 2200.

## Српски културни простори

### Личности
Види такође: космолошка доба, геолошки еони, геолошке ере, геолошка доба, геолошке епохе, развој човека, миленијуми, векови године, дани